# Karen Senior
Karen Senior verh. Walker (* 10. August 1956 in Bangor (Nordirland)) war in den 1970er Jahren eine irische Tischtennis-Nationalspielerin.

## Werdegang
Karen Senior bestritt etwa 60 Länderspiele für Irland. Sie nahm an drei Weltmeisterschaften teil, nämlich 1973, 1977 und 1979, kam dabei jedoch nie in die Nähe von Medaillenrängen. Zudem wurde sie für drei Europameisterschaften nominiert (1972, 1976, 1978). Bei der Europameisterschaft 1978 spielte sie im Doppel mit der deutschen Monika Sedlmair. Dieses Doppel überraschte die Fachleute durch Siege über Monika Kneip-Stumpe/Agnes Simon (Deutschland) und Bettine Vriesekoop/Éva Ferenczi (Niederlande/Rumänien), ehe es im Viertelfinale gegen Judit Magos/Gabriella Szabó (Ungarn) ausschied.
Mitte der 1970er Jahre studierte sie in Gießen und schloss sich hier dem Verein Gießener SV an, dessen Damenmannschaft damals in der Damen-Bundesliga spielte. 1977 wechselte sie zum TSV Kronshagen, mit dem sie 1979 die Deutsche Meisterschaft gewann. 1981 wurde sie irische Meisterin im Einzel, Doppel und Mixed.
1979 heiratete sie den englischen Tischtennis-Nationalspieler Jimmy Walker, der damals beim Verein TTC Köln spielte. Seitdem trat sie unter dem Namen Karen Walker auf.

## Turnierergebnisse
| Verband | Veranstaltung       | Jahr | Ort        | Land | Einzel | Doppel        | Mixed | Team |
| ------- | ------------------- | ---- | ---------- | ---- | ------ | ------------- | ----- | ---- |
| IRL     | Europameisterschaft | 1978 | Duisburg   | FRG  |        | Viertelfinale |       |      |
| IRL     | Weltmeisterschaft   | 1979 | Pyongyang  | PRK  | Qual   | letzte 16     | Qual  | 21   |
| IRL     | Weltmeisterschaft   | 1977 | Birmingham | ENG  | Qual   | letzte 64     | Qual  | 34   |
| IRL     | Weltmeisterschaft   | 1973 | Sarajevo   | YUG  | Qual   | Qual          | Qual  | 31   |